# Twilight of the Thunder God
Twilight of the Thunder God är Amon Amarths sjunde studioalbum. Albumet släpptes den 17 september 2008 i Sverige och Finland, 19 september i Danmark, Österrike, Schweiz och Italien, samt 22 september i övriga Europa. Det släpptes den 30 september i Nordamerika.
Albumets titel utannonserades den 27 juni 2008 och till skivan har flera gästmusiker bidragit, bland andra Entombeds sångare L. G. Petrov, Children of Bodoms gitarrist Roope Latvala och Apocalyptica.
Till titellåten har även en video gjorts. Denna filmades i Jomsborg i Polen i hård storm.

## Låtlista
1. "Twilight of the Thunder God" (med Roope Latvala) - 4:09
2. "Free Will Sacrifice" - 4:09
3. "Guardians of Asgaard" (med Lars Göran Petrov) - 4:23
4. "Where Is Your God?" - 3:11
5. "Varyags of Miklagaard" - 4:18
6. "Tattered Banners and Bloody Flags" - 4:30
7. "No Fear for the Setting Sun" - 3:54
8. "The Hero" - 4:04
9. "Live for the Kill" (med Apocalyptica) - 4:12
10. "Embrace the Endless Ocean" - 6:44

### Låtlista på bonus-CD/DVD[4]
1. "Intro"
2. "Valhall Awaits Me"
3. "Runes to My Memory"
4. "Cry of the Black Birds"
5. "Asator"
6. "Pursuit of Vikings"
7. "Fate of Norns"
8. "Without Fear"
9. "With Oden on Our Side"
10. "Where Silent Gods Stand Guard"
11. "An Ancient Sign of Coming Storm"
12. "Victorious March"
13. "Death in Fire"